# L'anello intorno al sole
L'anello intorno al sole (Ring Around the Sun) è un romanzo di fantascienza del 1952 di Clifford D. Simak.

## Trama
Una strana e misteriosa commissione governativa incarica uno scrittore di provincia di indagare ma ciò che scoprirà con le sue indagini svelerà una realtà sorprendente, tra mondi paralleli, soglie dimensionali, androidi, cospirazioni e cacce all'uomo.